# زنقة ستات (فلم)
زنقة ستات هو فيلم كوميدي رومانسي مصري عرض عام 2015، بطولة حسن الرداد وإيمي سمير غانم وأيتن عامر ومي سليم ونسرين أمين، من تأليف هشام ماجد وكريم فهمي، وإخراج خالد الحلفاوي.

## القصة
تدور الأحداث (علي منير الجحش) الشاب الثري الذي يتصيد الفتيات، وخاصة من أولئك اللاتي يزرن العيادة النفسية لأبيه زير النساء هو الآخر، وبعد خلاف (علي) مع والده حول إحدى المريضات، يدخل كلاهما في رهان على مصنع يملكه الأب في (إنجلترا)، حيث يتوجب عليه أن يساعد مريضاً لديه بالشفاء من عقدته مع النساء بأن يخدع ثلاث فتيات تعرف عليهن المريض ورفضوا حبه، وهن (سهام بدر) و(شكرية تورتة)، و(سميحة العو).

## طاقم التمثيل
- حسن الرداد بدور (علي منير الجحش)
- إيمي سمير غانم بدور (لبنى)
- أيتن عامر بدور (سهام بدر)
- مي سليم بدور (شكرية سيد عباس/شكرية تورتة)
- نسرين أمين بدور (سميحة العو)
- بيومي فؤاد بدور (جلال الجحش)
- صبري عبد المنعم بدور (والد سهام)
- عفاف رشاد بدور (سندس توفيق)
- سامي مغاوري بدور (منير الجحش)

## فريق العمل
- إخراج: خالد الحلفاوي
- تأليف: هشام ماجد، كريم فهمي
- إنتاج: السبكي للإنتاج السينمائي (أحمد السبكي)
- توزيع: الشركة العربية للإنتاج والتوزيع السينمائي
- مونتاج: مينا فهيم
- موسيقى تصويرية: تامر عطا الله
- مدير التصوير: محمد عز العرب

## وصلات خارجية
- مقالات تستعمل روابط فنية بلا صلة مع ويكي بيانات